# Brseč
 Ovo je glavno značenje pojma Brseč. Za druga značenja pogledajte Brseč (razdvojba).
Brseč je srednjovjekovni gradić smješten na litici obale visoke 157 metara.

## Zemljopisni položaj
Brseč se nalazi na padinama Učke. Predstavlja kraj liburnijske Rivijere

## Poznate osobe
U Brseču je rođen hrvatski književnik Eugen Kumičić i hrvatski duhovnik, nadbiskup, apostolski nuncij i imenovani kardinal (umro pred proglašenjem) i diplomat Josip Uhač.

## Gospodarstvo
Gospodarstvo u Brseču zasniva se prvenstveno na turizmu i ribarstvu.

## Stanovništvo
| broj stanovnika | 135   | 128   | 199   | 366   | 257   | 264   | 504   | 432   | 191   | 201   | 205   | 189   | 147   | 121   | 131   | 129   | 124   |
|                 | 1857. | 1869. | 1880. | 1890. | 1900. | 1910. | 1921. | 1931. | 1948. | 1953. | 1961. | 1971. | 1981. | 1991. | 2001. | 2011. | 2021. |

## Spomenici i znamenitosti

### Umjetnička instalacija „Potezi i rezovi“
U parku pored boćarskog igrališta na samom ulazu u Brseč, nalazi se site-specific umjetnička instalacija „Potezi i rezovi“ dansko-austrijske umjetnice Sofie Thorsen. Thorsen je bila inspirirana temom zatvaranja osnovne škole u Brseču nakon više od stotinu sedamdeset i pet kontinuiranih godina rada. Instalaciju tvore tri kamena objekta čiji oblici i boja simboliziraju papir, a urezane linije kemijsku olovku. Urezani oblici preuzeti su iz starih školskih bilježnica zatvorene škole, grafita iz jedne brsečke ulice te fragmenata rukopisa Eugena Kumičića. U sklopu projekta obnovilo se i uredilo brsečko boćalište.

## Galerija
- Sveti Juraj
- Gradska cisterna
- Ulica u Brseču
- Detalj na ulici